# Coves i avencs de la Ribera Alta

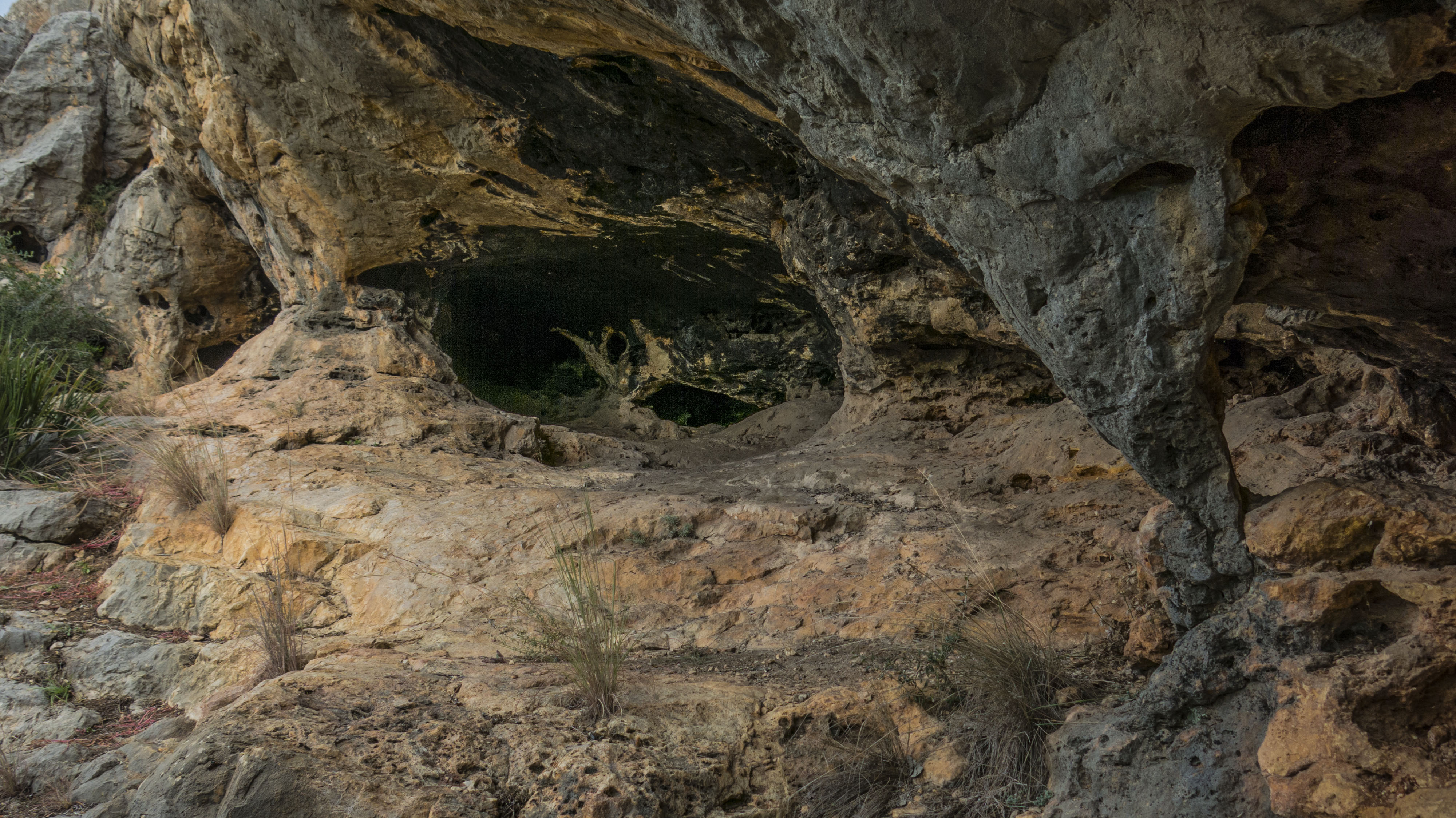
Cova del Truig, al Parc Natural de les Coves del Truig

Les coves de la Ribera Alta del País Valencià són cavitats naturals del terreny, d'origen majoritàriament càrstic, ajudades en la seua forma canviant per les forces de compressió tectònica, els processos químics i les influències atmosfèriques. A la Ribera Alta trobem coves, abrics i avencs, cavitats on predominen els components verticals.

## Coves més importants
- Abric rocós del Matamon
- Avenc de l'Infern[2]
- Avenc del Candil (Tous)
- Avenc del Campillo (Tous)[3]
- Avenc de la Llenca del Serrano (Tous)[4]
- Cova de l'Aigua[5]
- Cova de la Moneda (Cotes)[6]
- Cova de les Graelles (Tous)[7]
- Cova de les Meravelles d'Alzira (60 metres), prop del límit amb el terme municipal de Carcaixent.[8]
- Cova de les Meravelles de Llombai[9]
- Coveta dels Pilarets (La Barraca d'Aigües Vives)
- Cova del Tortero (Tous)[10]
- Cova del Truig, (Benimodo).[11]

## Imatges

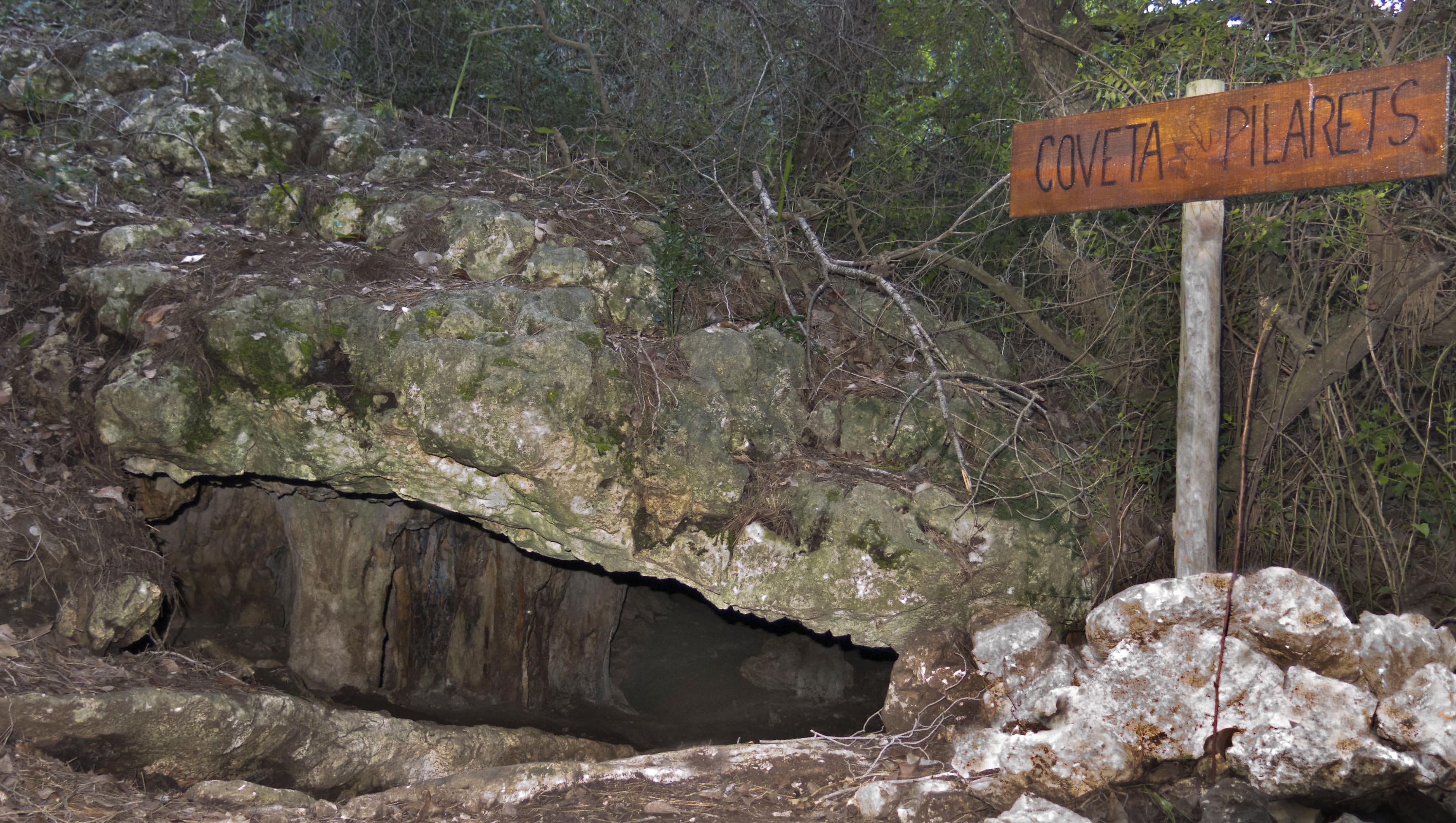
Coveta dels Pilarets, a La Barraca d'Aigües Vives
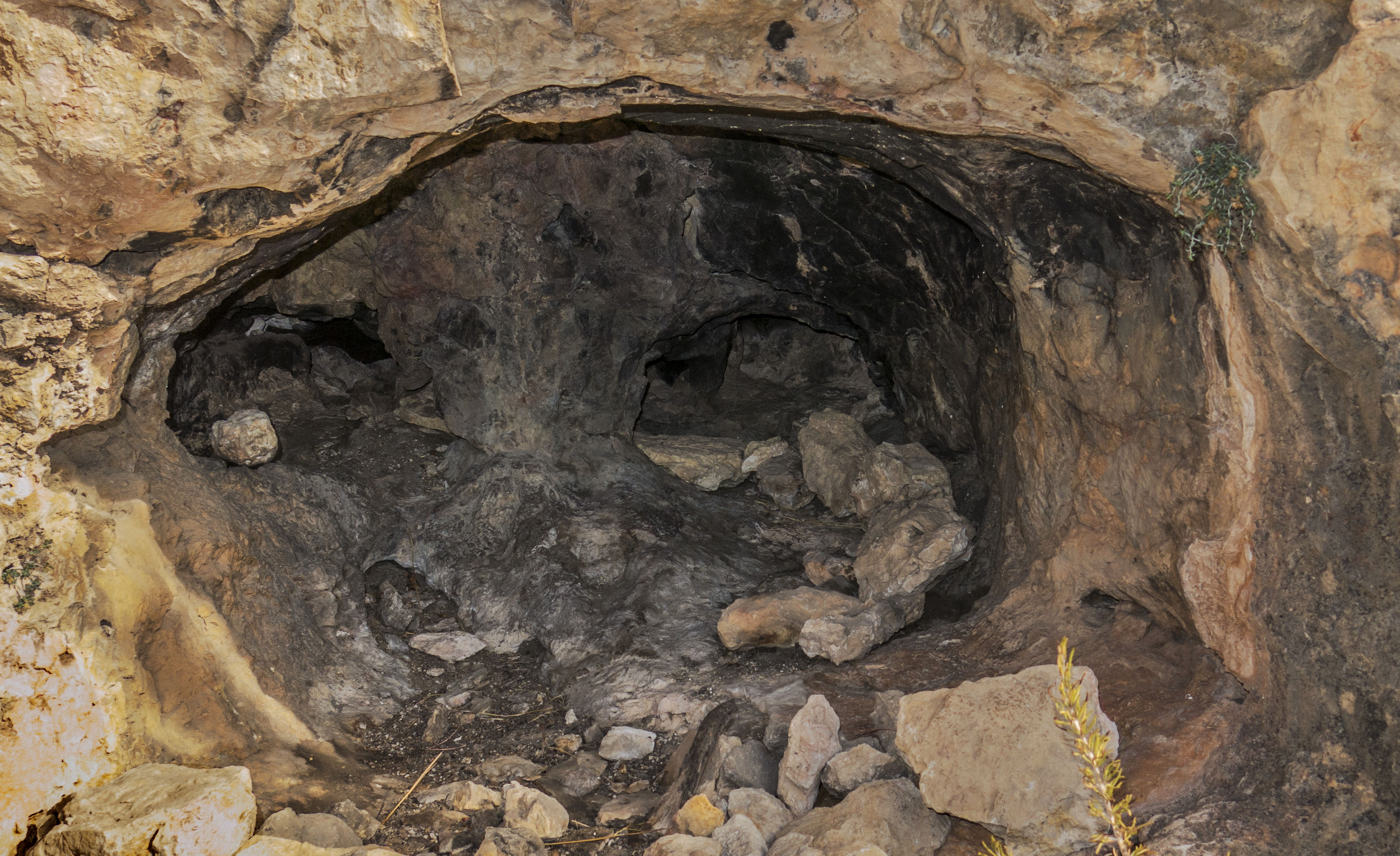
Coveta o abric rocós del Matamon
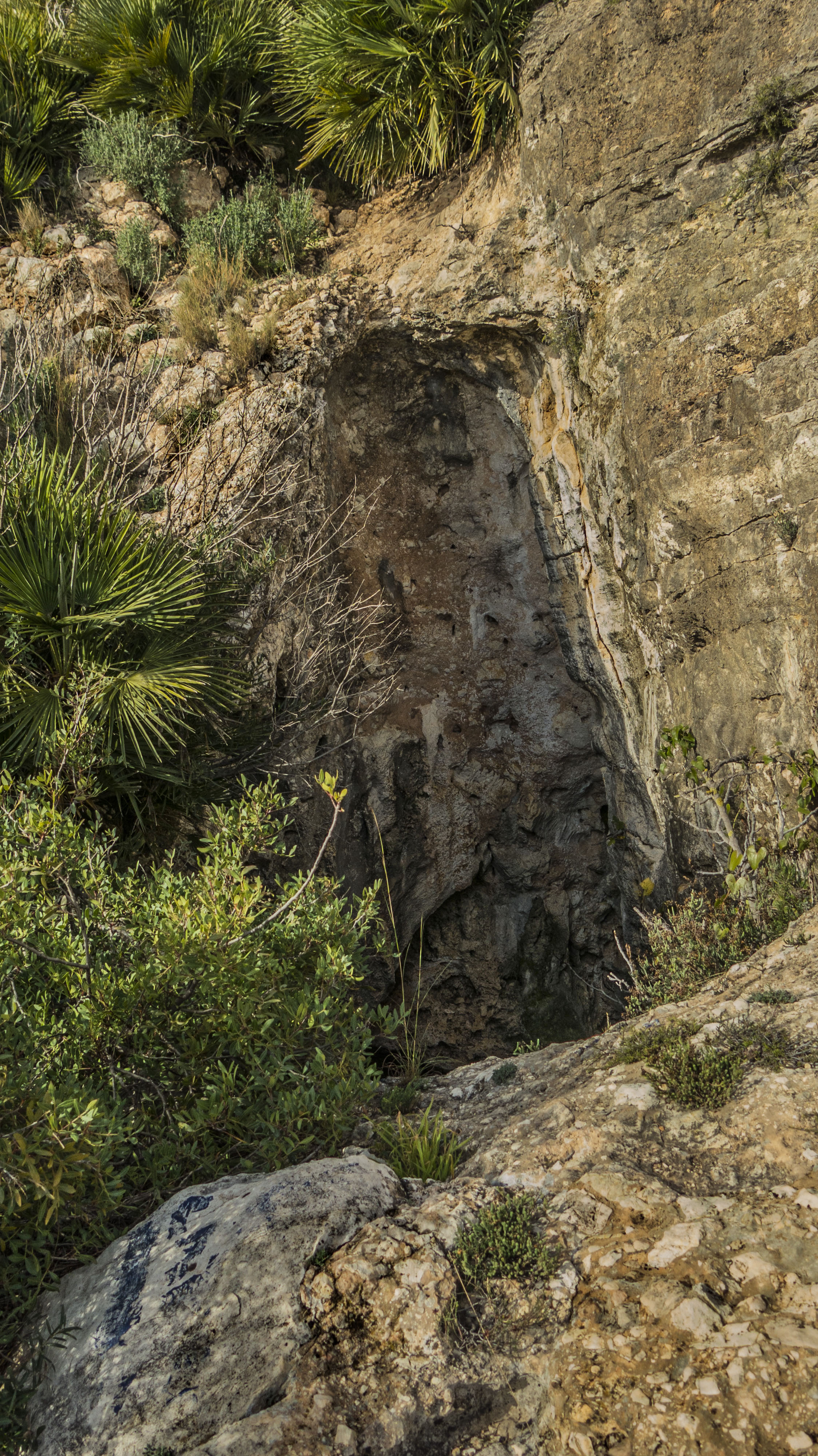
Avenc de l'Infern
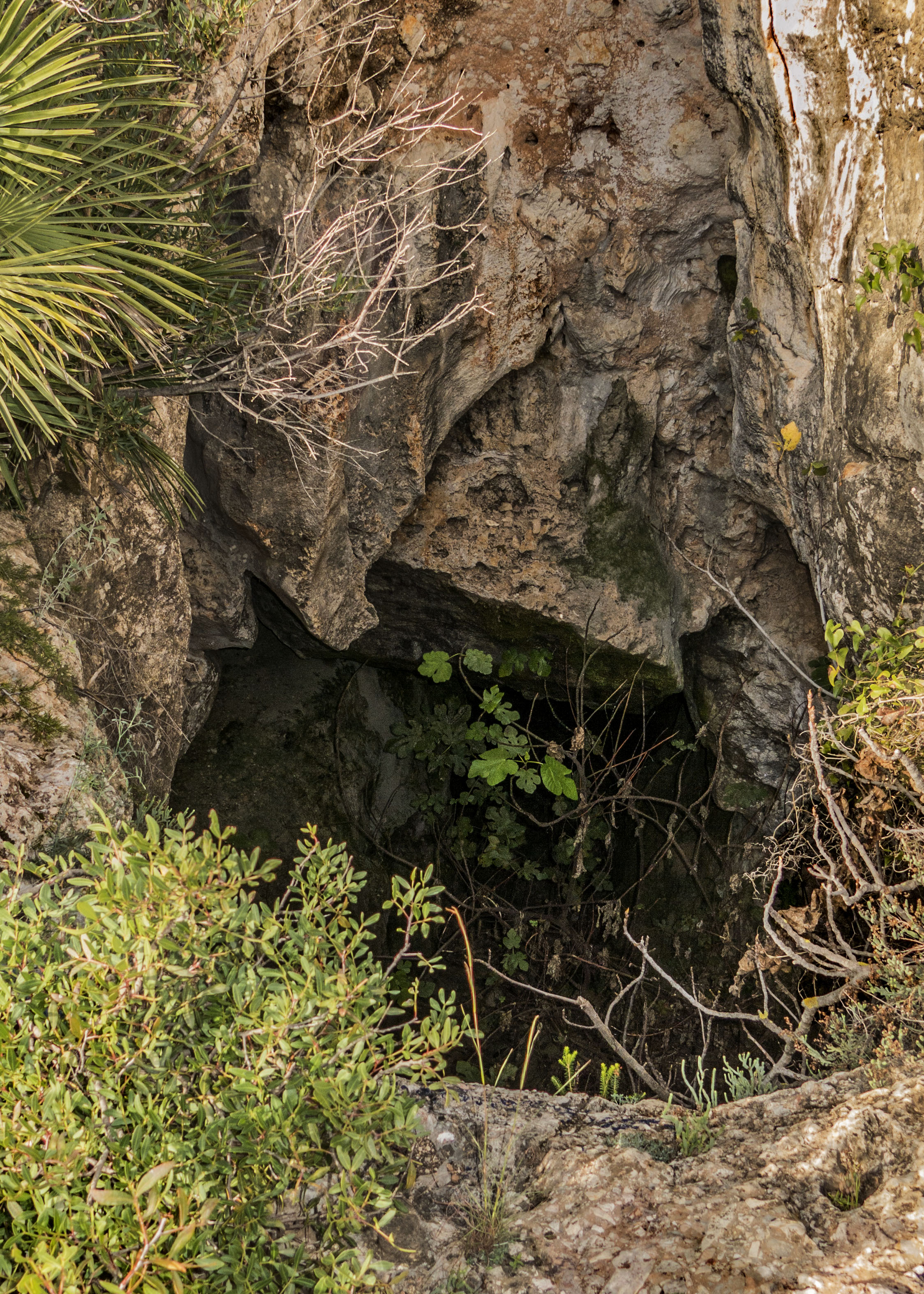
Avenc de l'Infern, Matamon
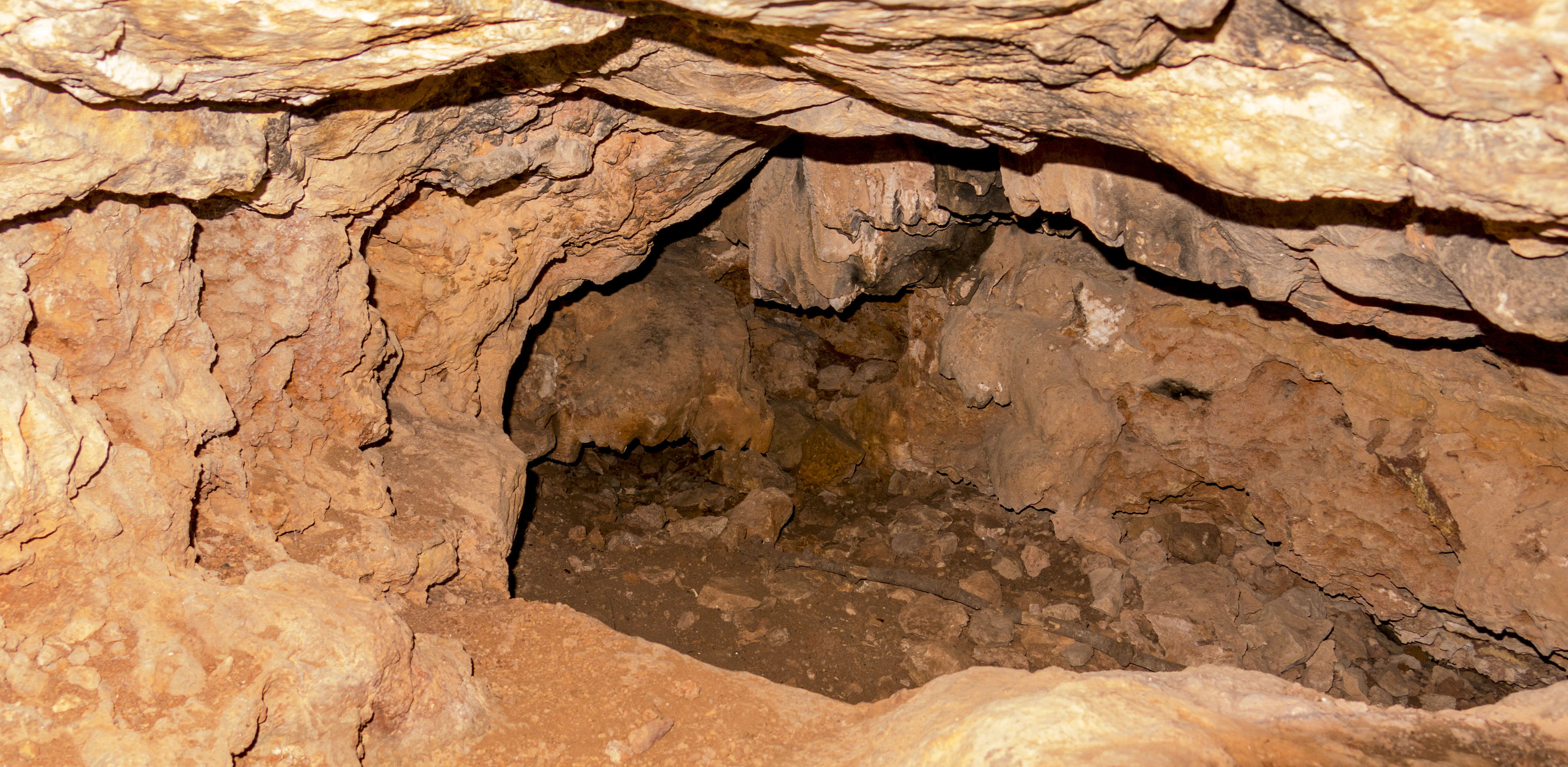
Cova del Truig.
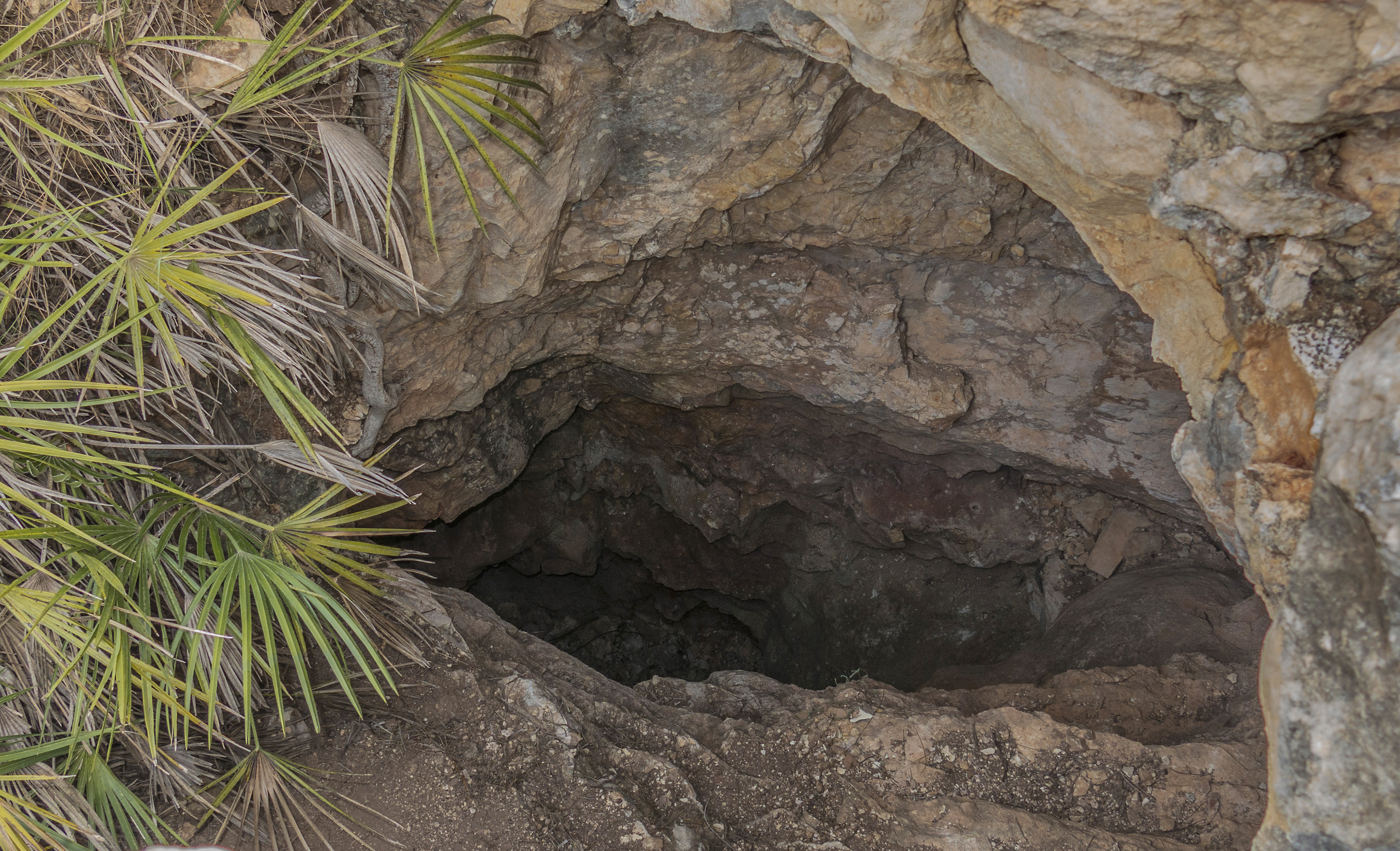
Avenc del Candil, dins del terme de Tous.
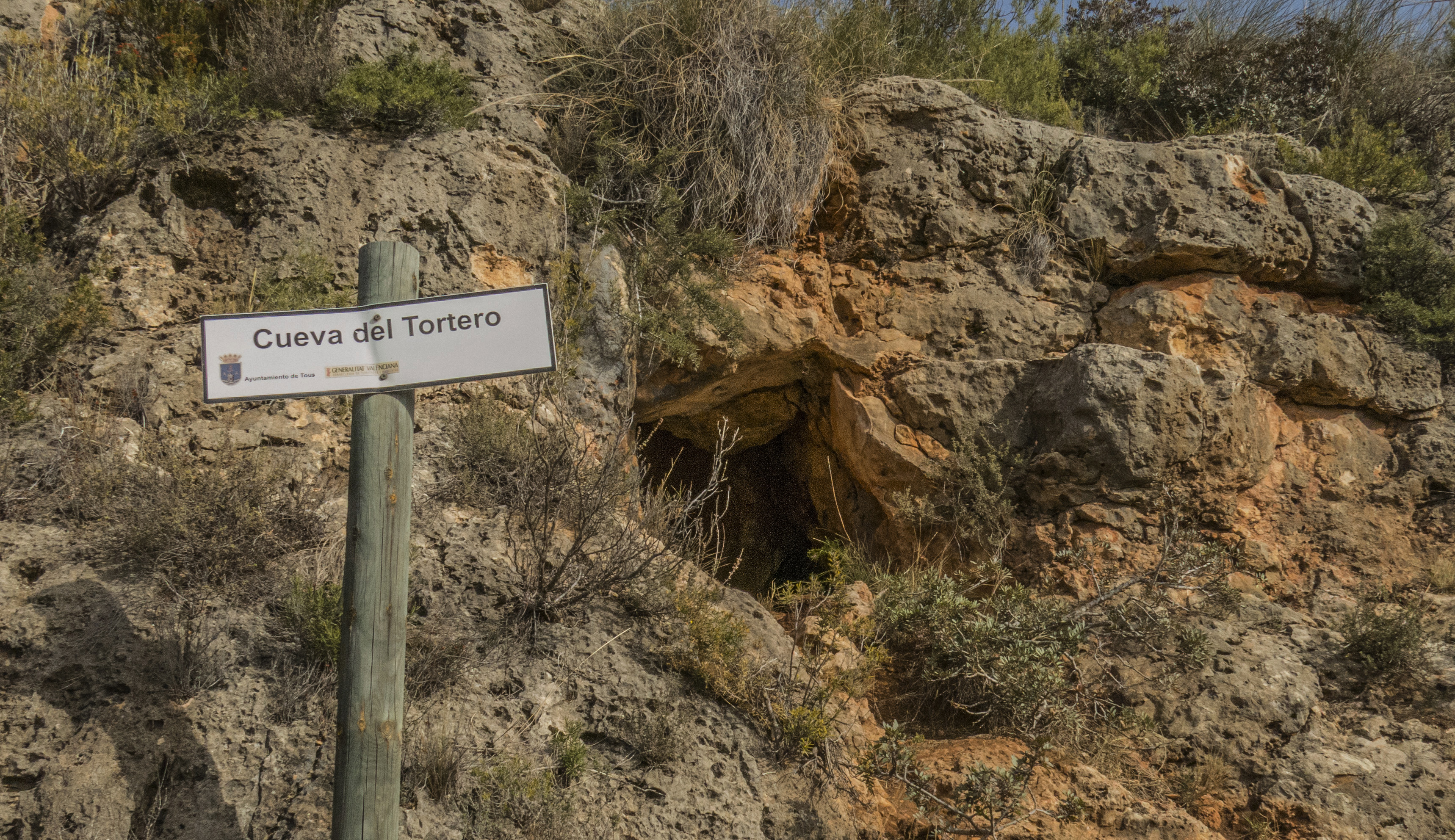
Cova del Tortero